# Liste der Bodendenkmäler in Tittmoning
Auf dieser Seite sind die Bodendenkmäler in der oberbayerischen Stadt Tittmoning zusammengestellt. Diese Tabelle ist eine Teilliste der Liste der Bodendenkmäler in Bayern. Grundlage ist die Bayerische Denkmalliste, die auf Basis des Bayerischen Denkmalschutzgesetzes vom 1. Oktober 1973 erstmals erstellt wurde und seither durch das Bayerische Landesamt für Denkmalpflege geführt wird. Die folgenden Angaben ersetzen nicht die rechtsverbindliche Auskunft der Denkmalschutzbehörde.

## Bodendenkmäler der Stadt Tittmoning

### Bodendenkmäler in der Gemarkung Asten
| Lage                          | Objekt | Akten-Nr.     | Bild           |
| ----------------------------- | --- | ------------- | -------------- |
| Asten (Standort)              | Körpergräber des frühen Mittelalters. | D-1-7942-0042 |                |
| Asten (Standort)              | Körpergräber vor- und frühgeschichtlicher Zeitstellung. | D-1-7942-0045 |                |
| Asten (Standort)              | Körpergräber des frühen Mittelalters. | D-1-7942-0046 |                |
| Asten (Standort)              | Verebnete Grabhügel vorgeschichtlicher Zeitstellung. | D-1-7942-0110 |                |
| Asten (Standort)              | Verebnete Grabhügel vorgeschichtlicher Zeitstellung. | D-1-7942-0111 |                |
| Asten Dorfstraße 9 (Standort) | Untertägige spätmittelalterliche und frühneuzeitliche Befunde im Bereich der Katholischen Pfarrkirche Mariä Himmelfahrt in Asten und ihres Vorgängerbaus. Siehe auch: Mariä Himmelfahrt (Asten), Asten (Tittmoning) | D-1-7942-0179 | weitere Bilder |
| Asten (Standort)              | Pestfriedhof der frühen Neuzeit (1634). | D-1-7942-0227 |                |

### Bodendenkmäler in der Gemarkung Kay
| Lage                             | Objekt | Akten-Nr.     | Bild                                                          |
| -------------------------------- | --- | ------------- | ------------------------------------------------------------- |
| Kay (Standort)                   | Grabhügel vorgeschichtlicher Zeitstellung. Siehe auch: Hügelgrab                                                                                                   | D-1-7942-0048 |                                                               |
| Kay (Standort)                   | Grabhügel vorgeschichtlicher Zeitstellung. | D-1-7942-0049 |                                                               |
| Kay (Standort)                   | Körpergräber des frühen Mittelalters. | D-1-7942-0050 |                                                               |
| Kay (Standort)                   | Körpergräber des frühen Mittelalters. | D-1-7942-0051 |                                                               |
| Kay Gemarkung Kay (Standort)     | Villa Rustica der römischen Kaiserzeit. Siehe auch: Villa rustica 2 (Kay)                                                                                          | D-1-7942-0052 |                                                               |
| Kay Gemarkung Kay (Standort)     | Villa rustica der römischen Kaiserzeit sowie Siedlung vorgeschichtlicher Zeitstellung, unter anderem der Bronzezeit. Siehe auch: Villa rustica 1 (Kay), Bronzezeit | D-1-7942-0056 |                                                               |
| Kay (Standort)                   | Körpergräber der frühen Bronzezeit und Grabhügel mit Bestattungen der römischen Kaiserzeit.                                                                        | D-1-7942-0057 |                                                               |
| Kay (Standort)                   | Reihengräberfeld des frühen Mittelalters. Siehe auch: Reihengrab                                                                                                   | D-1-7942-0059 |                                                               |
| Kay (Standort)                   | Turmhügel des hohen Mittelalters. Siehe auch: Turmhügel | D-1-7942-0060 |                                                               |
| Kay (Standort)                   | Brandgräber der späten Bronzezeit und Urnenfelderzeit. Siehe auch: Urnenfelderzeit                                                                                 | D-1-7942-0061 |                                                               |
| Kay (Standort)                   | Verebnete Grabhügel vorgeschichtlicher Zeitstellung. | D-1-7942-0089 |                                                               |
| Kay (Standort)                   | Verebneter Grabhügel vorgeschichtlicher Zeitstellung. | D-1-7942-0091 |                                                               |
| Kay (Standort)                   | Verebnete Grabhügel mit Bestattungen der späten Bronzezeit und Urnenfelderzeit. Siehe auch: Urnenfelderzeit                                                        | D-1-7942-0113 |                                                               |
| Kay (Standort)                   | Untertägige spätmittelsalterliche und frühneuzeitliche Befunde im Bereich der Katholischen Filialkirche St. Nikolaus in Hof. Siehe auch: Hof (Tittmoning)          | D-1-7942-0187 | weitere Bilder                                                |
| Kay Waginger Straße 3 (Standort) | Untertägige spätmittelalterliche und frühneuzeitliche Befunde im Bereich der Katholischen Pfarrkirche St. Martinus in Kay.                                         | D-1-7942-0192 | Untertägige spätmittelalterliche und frühneuzeitliche Befunde |
| Kay (Standort)                   | Untertägige spätmittelalterliche und frühneuzeitliche Befunde im Bereich der Katholischen Filialkirche St. Peter und Paul in Lanzing.                              | D-1-7942-0196 | weitere Bilder                                                |
| Kay (Standort)                   | Untertägige spätmittelalterliche und frühneuzeitliche Befunde im Bereich der Katholischen Filialkirche St. Pankratius in Meggenthal.                               | D-1-7942-0200 | weitere Bilder                                                |
| Kay (Standort)                   | Siedlung vor- und frühgeschichtlicher Zeitstellung. | D-1-7942-0220 |                                                               |
| Kay (Standort)                   | Grabhügel vorgeschichtlicher Zeitstellung. | D-1-7942-0222 |                                                               |
| Kay (Standort)                   | Burgstall des hohen oder späten Mittelalters. | D-1-7942-0224 |                                                               |
| Kay (Standort)                   | Verebnete Viereckschanze der späten Latènezeit. Siehe auch: Viereckschanze, Latènezeit                                                                             | D-1-7942-0225 |                                                               |

### Bodendenkmäler in der Gemarkung Kirchheim
| Lage                             | Objekt | Akten-Nr.     | Bild           |
| -------------------------------- | --- | ------------- | -------------- |
| Kirchheim (Standort)             | Reihengräberfeld des frühen Mittelalters. | D-1-7942-0067 |                |
| Kirchheim (Standort)             | Körpergräber des frühen Mittelalters. | D-1-7942-0068 |                |
| Kirchheim (Standort)             | Körpergräber der frühen Bronzezeit. | D-1-7942-0071 |                |
| Kirchheim (Standort)             | Burgstall des hohen Mittelalters. Siehe auch: Burgstall Schlichten                                                                                   | D-1-7942-0072 |                |
| Kirchheim (Standort)             | Verebnete Grabhügel vorgeschichtlicher Zeitstellung.                                                                                                 | D-1-7942-0086 |                |
| Kirchheim (Standort)             | Verebneter Grabhügel vorgeschichtlicher Zeitstellung.                                                                                                | D-1-7942-0090 |                |
| Kirchheim (Standort)             | Verebnete Grabhügel vorgeschichtlicher Zeitstellung.                                                                                                 | D-1-7942-0109 |                |
| Kirchheim Kirchberg 6 (Standort) | Untertägige mittelalterliche und frühneuzeitliche Befunde im Bereich der Katholischen Filialkirche St. Georg in Kirchheim und ihrer Vorgängerbauten. | D-1-7942-0193 | weitere Bilder |
| Kirchheim (Standort)             | Verebnete Grabhügel vorgeschichtlicher Zeitstellung.                                                                                                 | D-1-7942-0221 |                |

### Bodendenkmäler in der Gemarkung Tittmoning
| Lage                                                       | Objekt | Akten-Nr.     | Bild           |
| ---------------------------------------------------------- | --- | ------------- | -------------- |
| Tittmoning (Standort)                                      | Untertägige mittelalterliche und frühneuzeitliche Siedlungsteile im Bereich der historischen Altstadt von Tittmoning. Siehe auch: mittelalter, neuzeit | D-1-7942-0014 |                |
| Tittmoning (Standort)                                      | Körpergräber vor- und frühgeschichtlicher Zeitstellung. Siehe auch: Körpergrab | D-1-7942-0021 |                |
| Tittmoning (Standort)                                      | Untertägige mittelalterliche und frühneuzeitliche Befunde im Bereich von Burg Tittmoning und ihrer Vorgängerbauten sowie Körpergräber des älteren oder hohen Mittelalters. Siehe auch: Burg Tittmoning                                                       | D-1-7942-0024 | weitere Bilder |
| Tittmoning (Standort)                                      | Brandgräber der römischen Kaiserzeit. Siehe auch: Brandgrab, Römische Kaiserzeit | D-1-7942-0025 |                |
| Tittmoning Gemarkung Tittmoning (Standort)                 | Villa rustica der römischen Kaiserzeit. Siehe auch: Villa rustica (Tittmoning) | D-1-7942-0029 |                |
| Tittmoning (Standort)                                      | Verebneter Niederungsburgstall des hohen oder späten Mittelalters. | D-1-7942-0094 |                |
| Tittmoning (Standort)                                      | Siedlung vor- und frühgeschichtlicher Zeitstellung. | D-1-7942-0107 |                |
| Tittmoning (Standort)                                      | Untertägige frühneuzeitliche Befunde im Bereich der Katholischen Wallfahrtskirche Maria Brunn in Ponlach und ihrer Vorgängerbauten. | D-1-7942-0204 | weitere Bilder |
| Tittmoning Stiftsgasse 5 (Standort)                        | Untertägige mittelalterliche und frühneuzeitliche Befunde im Bereich der Katholischen Pfarr- und ehemaligen Kollegiatstiftskirche St. Laurentius in Tittmoning und ihrer Vorgängerbauten mit aufgelassenem Friedhof. Siehe auch: St. Laurentius (Tittmoning) | D-1-7942-0214 | weitere Bilder |
| Tittmoning Augustinerstraße 6, 7; Schulstraße 7 (Standort) | Untertägige frühneuzeitliche Befunde im Bereich des ehemaligen Augustiner-Eremitenklosters und der ehemalige Kloster- und Katholischen Allerheiligenkirche in Tittmoning. Siehe auch: Allerheiligenkirche (Tittmoning)                                       | D-1-7942-0215 | weitere Bilder |
| Tittmoning (Standort)                                      | Untertägige mittelalterliche und frühneuzeitliche Befunde im Bereich der Stadtbefestigung von Tittmoning mit Mauern, Toren und vorgelagerten Gräben. | D-1-7942-0216 |                |
| Tittmoning (Standort)                                      | Untertägige frühneuzeitliche Befunde im Bereich der vorstädtischen Siedlungserweiterungen von Tittmoning (Gerberberg und Wasservorstadt). | D-1-7942-0217 |                |
| Tittmoning (Standort)                                      | Aufgelassener Pestfriedhof des späten Mittelalters und der frühen Neuzeit sowie spätmittelalterliche und frühneuzeitliche Vorgängerbauten der Kapelle St. Sebastian bei Tittmoning.                                                                          | D-1-7942-0228 |                |

### Bodendenkmäler in der Gemarkung Törring
| Lage                            | Objekt | Akten-Nr.     | Bild                                                          |
| ------------------------------- | --- | ------------- | ------------------------------------------------------------- |
| Törring (Standort)              | Reihengräberfeld des frühen Mittelalters. | D-1-7942-0074 |                                                               |
| Törring (Standort)              | Reihengräberfeld des frühen Mittelalters. | D-1-7942-0075 |                                                               |
| Törring (Standort)              | Turmhügel des hohen Mittelalters (Kettenberg). Siehe auch: Turmhügel Kettenberg | D-1-7942-0077 |                                                               |
| Törring (Standort)              | Turmhügel mit Vorburg des hohen Mittelalters (Hechenberg). Siehe auch: Turmhügel Hechenberg (Tittmoning), Vorburg                                                                  | D-1-7942-0078 |                                                               |
| Törring (Standort)              | Körpergräber des frühen Mittelalters. | D-1-7942-0079 |                                                               |
| Törring (Standort)              | Körpergräber des frühen Mittelalters. | D-1-7942-0080 |                                                               |
| Törring (Standort)              | Körpergräber des frühen Mittelalters. | D-1-7942-0081 |                                                               |
| Törring (Standort)              | Körpergräber des frühen Mittelalters. | D-1-7942-0082 |                                                               |
| Törring (Standort)              | Verebnete Grabhügel vorgeschichtlicher Zeitstellung. | D-1-7942-0087 |                                                               |
| Törring (Standort)              | Siedlung vor- und frühgeschichtlicher Zeitstellung. | D-1-7942-0088 |                                                               |
| Törring Dorfplatz 23 (Standort) | Untertägige mittelalterliche und frühneuzeitliche Befunde im Bereich der Katholischen Pfarrkirche St. Vitus in Törring und ihrer Vorgängerbauten. Siehe auch: Törring (Tittmoning) | D-1-7942-0209 | weitere Bilder                                                |
| Törring (Standort)              | Untertägige spätmittelalterliche und frühneuzeitliche Befunde im Bereich der Katholischen Filialkirche St. Johannes der Täufer in Weilham.                                         | D-1-7942-0211 | Untertägige spätmittelalterliche und frühneuzeitliche Befunde |
| Törring (Standort)              | Siedlung vor- und frühgeschichtlicher Zeitstellung. | D-1-7942-0218 |                                                               |